# Seidō-juku
Seidō-juku (jap. 誠道塾 seidō-juku; także seidō-karate) – styl karate utworzony przez Tadashi'ego Nakamurę. Wiceprezesem World Seido Karate Organization jest Nidaime Akira Nakamura (syn Tadashi'ego Nakamury).

## Filozofia seidō-juku
Jednym z celów seidō jest rozwijanie mocnego ciała, co wpływa pozytywnie na nasze zdrowie, pewność siebie i samopoczucie. Poza umiejętnościami fizycznymi, wzmacnia moralność i charakter.
Emblemat seidō to pięciolistny, kwitnący kwiat japońskiej śliwy, który jest także herbem rodowym Nakamury. Wszyscy członkowie World Seido Karate Organization noszący ten emblemat są członkami rodziny.
Seidō-juku jest oparte na trzech podstawowych zasadach: szacunku, miłości i posłuszeństwie. Symbolizują je trzy koła w środku emblematu. Pryncypia te wyznaczają drogę w życiu codziennym oraz wskazują jak zdrowo i efektywnie praktykować sztuki walki.
Jeżeli szanujemy innych, będziemy traktować ich uprzejmie i ze zrozumieniem. Jeżeli nie mamy szacunku do innych, kierujemy swój gniew w ich stronę i wszelkie negatywne zachowania. Ten brak szacunku do innych jest bezpośrednio powiązany z brakiem szacunku do samego siebie. Karate, poprzez praktykowanie medytacji zen, uczy nas patrzeć w głąb siebie; jeżeli zrobimy to w szczery sposób, znajdziemy w sobie piękną esencję człowieczeństwa. Gdy postrzegamy samych siebie jasno, nie poprzez gniew, bezduszność i słabości, ale właśnie poprzez szacunek, wtedy postrzegamy innych w ten sam sposób.
Miłość jest najbardziej nadużywanym i niezrozumiałym słowem na świecie. Miłość wyrasta z szacunku. Miłość i szacunek zawsze idą w parze.
Kochamy naszych rodziców, którzy są naszymi pierwszymi i najważniejszymi nauczycielami w życiu. Nasza miłość do nich może wyrastać z prawdziwego szacunku i docenienia ich poświęcenia i cierpienia, które musieli przechodzić dla naszego wychowania. Miłość powodowana autentycznym współczuciem do innych jest czymś co powinniśmy rozwijać w nas samych, żeby poczuć się wolnymi. Jeżeli jesteśmy wolni, możemy dawać i dzielić się wszystkim. Nie mamy potrzeby do zatrzymywania czegoś przy sobie. Możemy mieć "puste ręce". Karate właśnie znaczy "pusta ręka" (Uwaga: pierwotne znaczenie było inne).
W podstawowym znaczeniu posłuszeństwo oznacza bycie posłusznym zasadom obowiązującym w dojo i organizacji; zobowiązuje do trenowania i rozwijania samego siebie. Posłuszeństwo oznacza także bycie posłusznym wobec rodziców, utrzymywanie pokory i zachowywanie samokontroli. Posłuszeństwo to także przestrzeganie prawa. Samurajowie postępowali godnie i my także powinniśmy do tego dążyć. We wszystkich sytuacjach, w jakich się znajdujemy, wszystko co robimy, powinniśmy robić zgodnie z honorem, prawem i miłością do innych.

## Polska Federacja Seido Karate
Przedstawicielem seidō-karate na Polskę jest Jun Shihan Bogdan Czapla.
Istnieje wiele ośrodków Seidō w Polsce, między innymi w Wadowicach, Krakowie, Myślenicach, Bielsku-Białej, Warszawie, Oświęcimiu i Katowicach.
Więcej informacji o Polskiej Federacji Seido Karate znajduje się na stronie seidopoland.com.

## Gradacja pasów
W stylu Seidō wyróżnia się następującą gradację pasów uczniowskich:
- 10 kyū pas biały;
- 9 kyū pas biały z czarną naszywką seidō oznaczającą wyższy stopień;
- 8 kyū pas niebieski;
- 7 kyū pas niebieski z czarną naszywką seidō;
- 6 kyū pas żółty;
- 5 kyū pas żółty z czarną naszywką seidō;
- 4 kyū pas zielony;
- 3 kyū pas zielony z czarną naszywką seidō;
- 2 kyū pas brązowy;
- 1 kyū pas brązowy z czarną naszywką seidō.

Młodzież do 14 roku życia obowiązkowo ma pas przehaftowany na całej długości białą wstążką.